# Dél-dunántúli Piros Túra
Der Dél-dunántúli Piros Túra (Süd-Transdanubiens rote Tour), abgekürzt DDP, ist ein ungarischer Fernwanderweg.

## Details
Er führt über 318,5 km von Szekszárd über Pécs und Kaposvár bis nach Siófok.